# Chiesa di San Giovanni Battista (Ain Karem)
La chiesa di San Giovanni Battista è un luogo di culto cattolico di Ain Karem, nella periferia di Gerusalemme.

## Storia
L'originale santuario dedicato a san Giovanni Battista fu costruito dai crociati ed in seguito distrutto dagli arabi di Saladino, che lo trasformarono in un caravanserraglio. Nel XVII secolo fu restituito ai cristiani, ed i francescani iniziarono un'opera di recupero e restauro delle vecchie strutture. La chiesa attuale risale alla fine del XIX secolo.

## Descrizione
L'interno della chiesa, a tre navate, presenta pregevoli ornamenti; in fondo alla navata destra una scala conduce ad una grotta naturale che si ritiene facesse parte della casa di Zaccaria, ed in cui nacque Giovanni Battista.
Durante i lavori di restauro, nel 1885, fu scoperto sotto l'attuale portico una cappella risalente al V-VI secolo con due sepolcri di epoca romana scavati nella roccia; un mosaico con iscrizione attribuiva le tombe a due martiri cristiani. La tradizione cristiana successiva indicò questi sepolcri come il luogo di sepoltura dei bambini fatti uccidere da Erode nel tentativo di colpire Gesù (vedi Strage degli innocenti in Matteo 2,1-16).
Accanto a questa prima cappella ne fu scoperta una seconda, con pavimento musivo risalente all'epoca bizantina. Inoltre sotto il piazzale antistante la chiesa furono scoperti vasi di epoca erodiana, con una statua di Venere pudica.
Annesso alla chiesa si trova il convento dei frati minori, in cui è ospitato il seminario filosofico-teologico della Custodia di Terra Santa.

## Galleria d'immagini

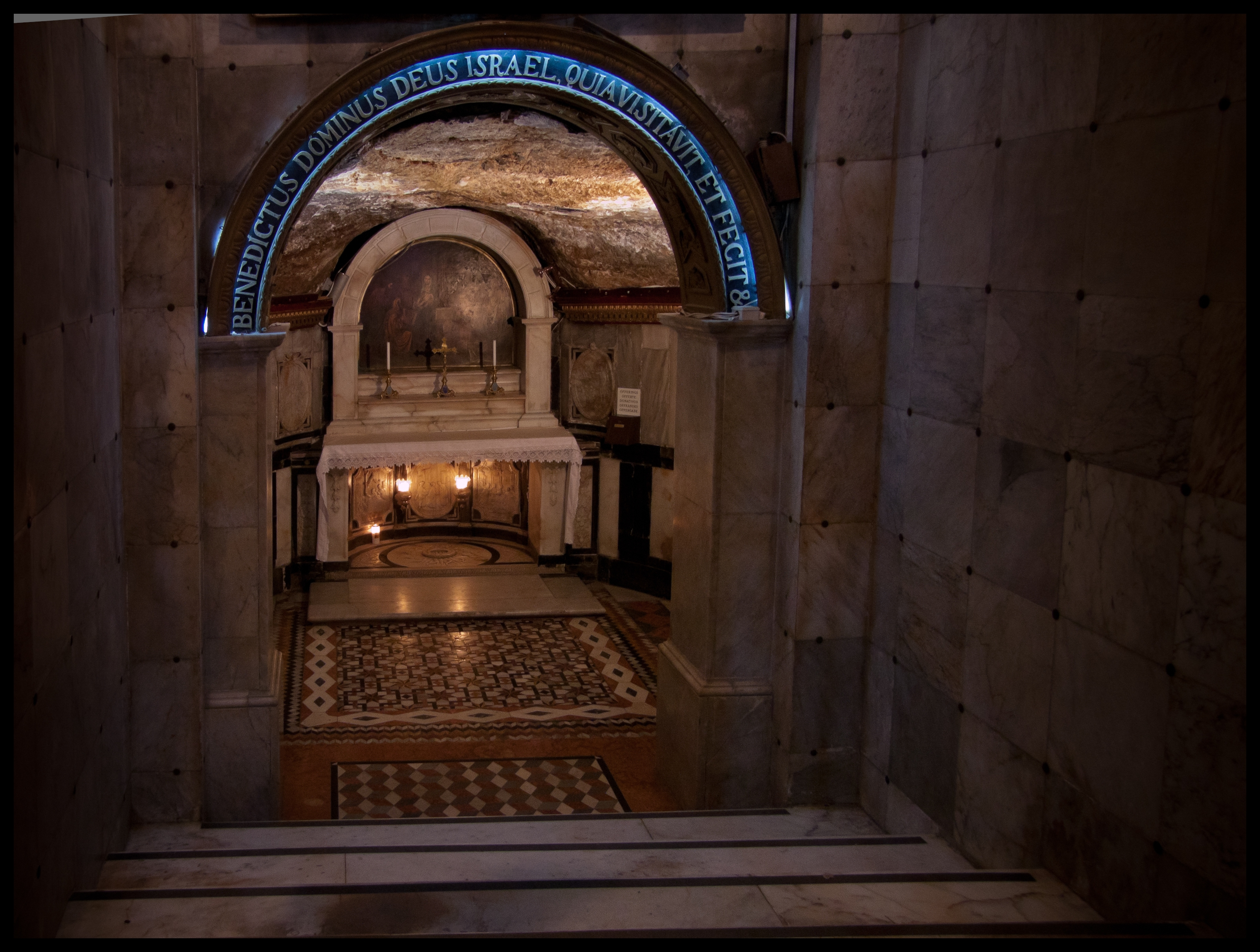
Grotta della natività di San Giovanni Battista
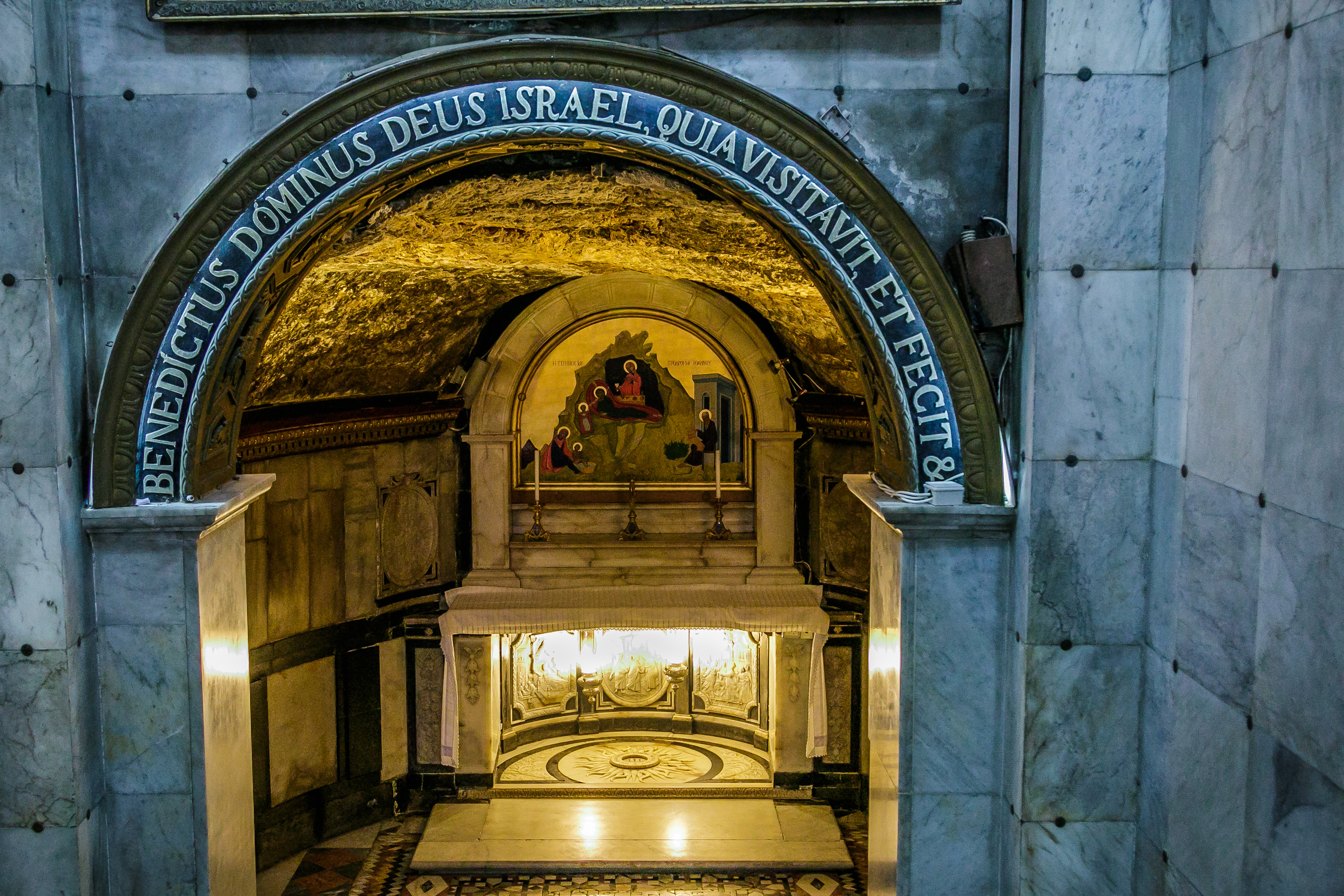
La scritta all'ingresso della grotta, l'inizio del cantico di Zaccaria, in Luca 1,68
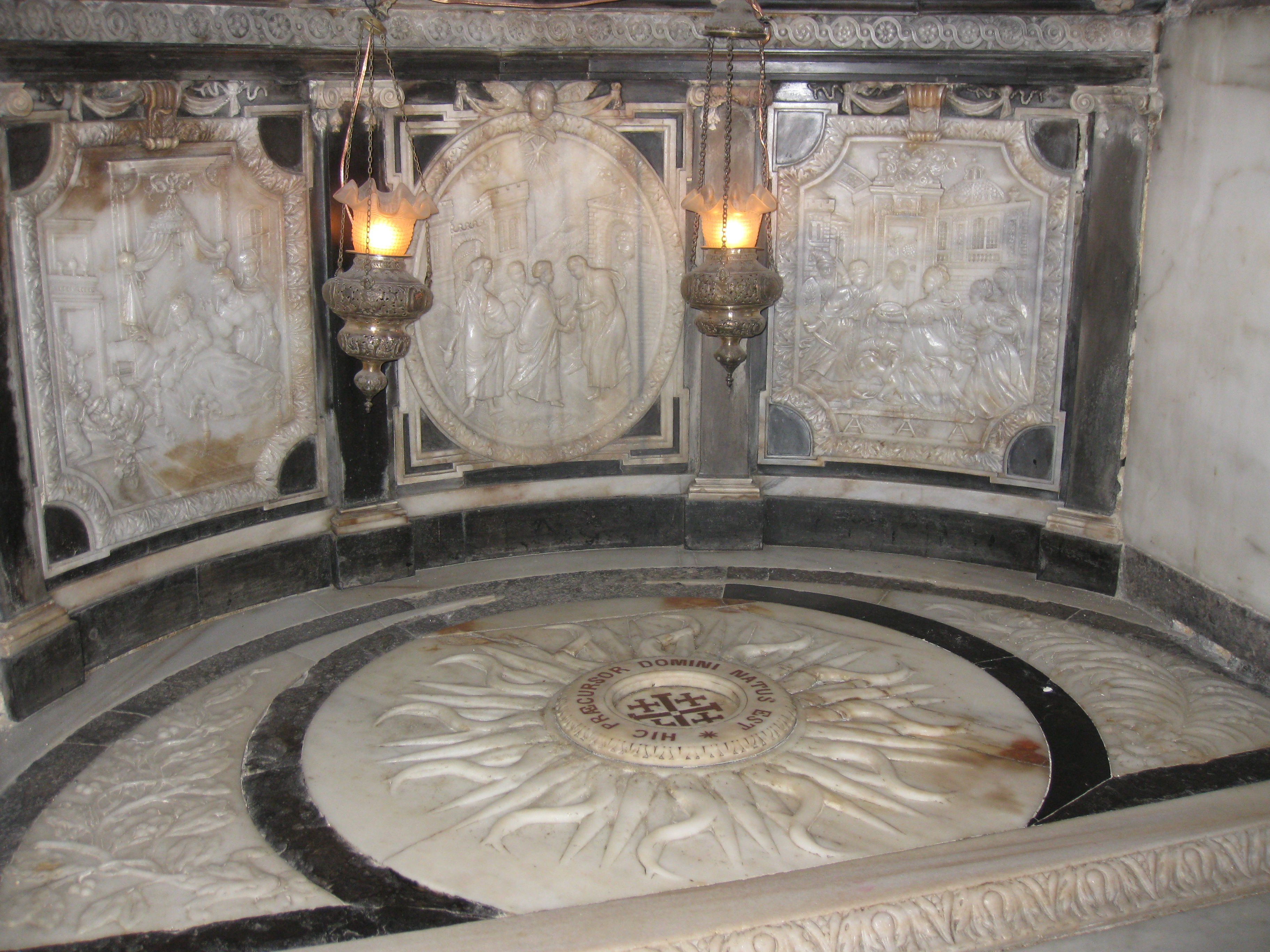
Punto della grotta in cui, secondo la tradizione, è nato il Precursore
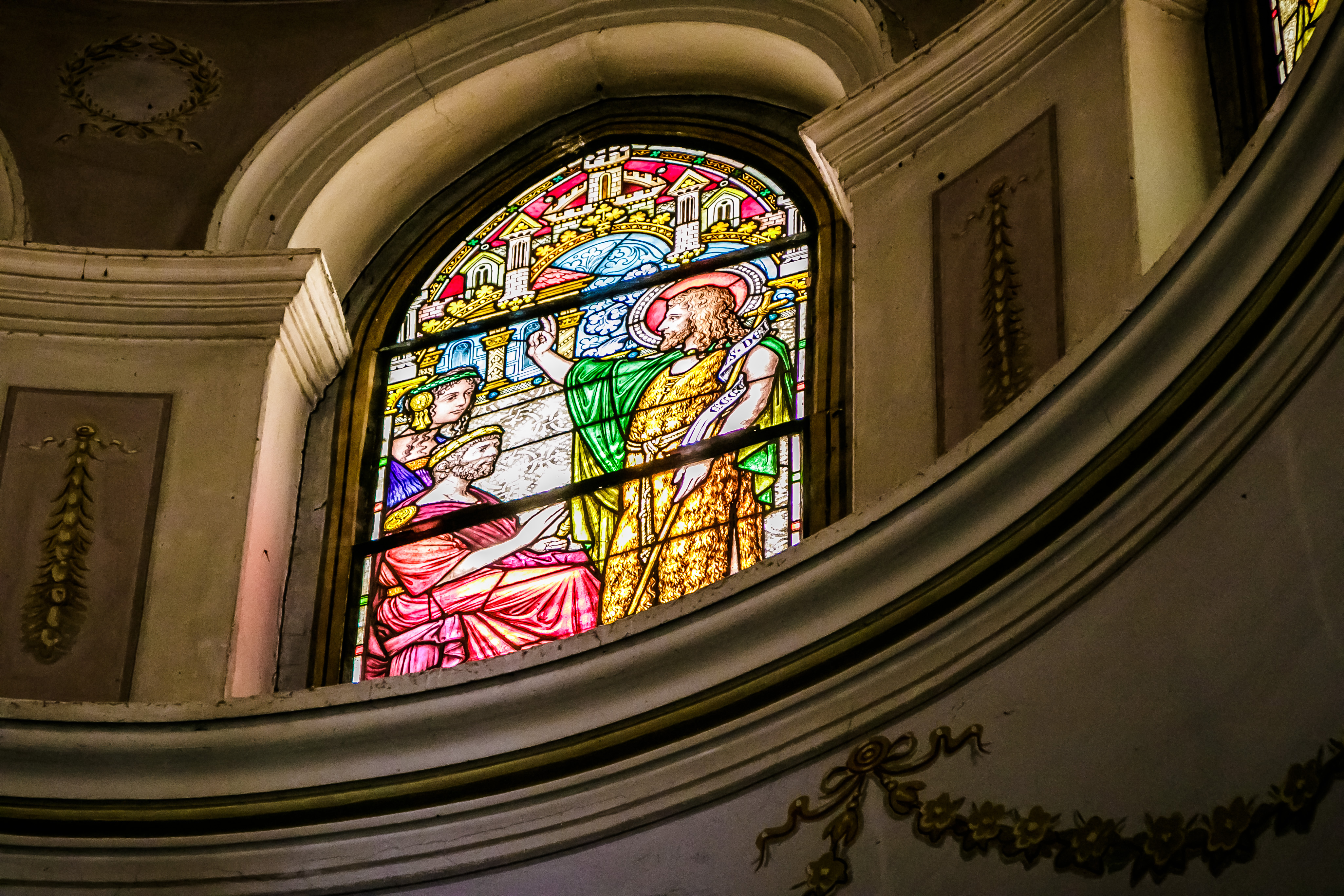
Vetrata della chiesa